# Hedyosmum cuatrecazanum
Hedyosmum cuatrecazanum är en tvåhjärtbladig växtart som beskrevs av Occhioni. Hedyosmum cuatrecazanum ingår i släktet Hedyosmum och familjen Chloranthaceae. Inga underarter finns listade i Catalogue of Life.